# Kövess Hermann
Báró kövessházi Kövess Hermann (németül: Hermann Albin Josef Freiherr Kövess von Kövessháza, Temesvár; 1854. március 30. – Bécs, 1924. szeptember 22.) erdélyi szász származású katonatiszt, hadmérnök, cs. és kir. tábornagy (k.u.k. Feldmarschall), az első világháború sikeres hadvezére, császári és királyi titkos tanácsos, 1917-től magyar báró. 1918. november 3-ától az Osztrák–Magyar Monarchia fegyveres erőinek utolsó főparancsnoka.
Tanulmányait a hainburgi hadapródiskolában, a klosterbrucki (ma Loucký klášter), Csehország) hadmérnöki akadémián (Genie-Akademie), majd a bécsi Katonai Műszaki Akadémián végezte. 1872-től hadnagy, 1875-től főhadnagy, 1876–78 között a bécsi vezérkari iskola (Kriegsschule) tanulója, melyet jó eredménnyel végzett el. 1882-ben vezérkari tisztként részt vett a hercegovinai és dél-dalmáciai lázadások leverésében, 1894-től alezredes, majd két évvel később ezredessé nevezték ki. 1902-től vezérőrnagy, 1911 júniusában a nagyszebeni XII. hadtest parancsnokává nevezték ki, e minőségében Erdély katonai parancsnoka lett. 1911-től gyalogsági tábornok, továbbá császári és királyi titkos tanácsos.
Az első világháború kitörését követően részt vett a galíciai harcokban, 1915 őszétől a balkáni fronton harcoló 3. hadsereg parancsnoka. Hadseregével 1915. október 9-én elfoglalta Belgrádot, majd a következő év januárjában ő vezette Montenegró katonai megszállását. A háború legsikeresebb hadvezérei közé tartozott, harcolt Dél-Tirolban, majd részt vett az orosz Bruszilov-offenzíva megállításában a keleti fronton. 1917 augusztus elejére visszafoglalta Bukovina döntő részét, érdemei elismeréséül megkapta a Katonai Mária Terézia-rend középkeresztjét.
A háború végén a Nyugat-Balkán megvédésével bízták meg, de feladata teljesítésére már nem állt rendelkezésére kellő katonai erő. 1918. november 3-án a lemondó IV. Károly magyar király őt nevezte ki az osztrák–magyar haderő főparancsnokává.

## Élete

### Származása, tanulóévei
Édesapja, Albin Kövess von Kövessháza császári és királyi vezérőrnagy volt, édesanyja, Johanna Regina Sterzing erdélyi szász asszony, egy fogarasi gyógyszerész leánya volt. A köveskállai Kövess család régi, dunántúli eredetű magyar nemesi család volt. Egyik ága a XVIII. század folyamán Ausztriába szakadt és a régi nemesi előnevüket „kövessházira” változtatták, ebből az ágból származott Kövess Hermann is, aki szász felmenői révén távoli rokonságban állott a későbbi császári és királyi vezérkari főnök, Arthur Arz von Straussenburg tábornokkal is. Anyai ági rokonai között említi a világhírű Jan Łukasiewicz lengyel matematikus, filozófus.
Az ifjú Hermann reáliskolai tanulmányait Czernowitzban, Suczawában és Budapesten végezte, majd 1865-ben beíratták a hainburgi hadapródiskolába. Egy évig tanult a hadmérnöki akadémián (Genie-Akademie) a dél-morvaországi Znaim an der Thaya melletti Klosterbruckban (ma: Loucký klášter, Csehország), azután átment a bécsi Katonai Műszaki Akadémiára, a hadmérnöki karra.

### Ifjú tisztként
1872 szeptemberében hadnagyi rangban a bécsi 2. műszaki ezredhez (Genie-Regiment) osztották be, itt 1875. május 1-jén főhadnaggyá léptették elő. 1876–1878 között jó eredménnyel elvégezte a vezérkari iskolát (Kriegsschule). 1878. szeptember 1-jétől a Nagyszebenben állomásozó cs. és kir. 16. gyaloghadosztály vezérkari osztályán szolgált, a következő év júniusától ugyanitt a 12. lovasdandár vezérkari tisztje. Kiváló szolgálataiért 1879 novemberében rendkívüli előléptetéssel századosi rangot kapott.
1880. május 1-jei hatállyal a bosznia-hercegovinai Szarajevóban székelő cs. és kir. Főhadparancsnokság vezérkari osztályára került, 1882-ben részt vett a dél-dalmáciai hadjáratban, amely a krivošijei lázadások leverésére irányult. A hadművelet parancsnokló tábornokától és a császártól olyan kitüntető ajánlást kapott, mely feljogosította őt a Signum Laudis érdemérem bronz fokozatának viselésére (a hadi szalaggal kiegészítve), 1890-től kezdve, amikor ezt a kitüntetést megalapították. Ezenkívül 1882. július 9-én megkapta az Olasz Koronarend lovagkeresztjét is.
Az 1882-es dél-dalmáciai hadjárat után Kövess – mindenki nagy meglepetésére – kétszer is sikertelenül próbálkozott a vezérkari törzstiszti vizsga („Erzengelprüfung”) letételével. Ez jelentősen visszavetette előmenetelét és véget vetett vezérkari tiszti pályafutásának. A kitűnő képességű tiszt valószínűleg emiatt nem kapta meg sohasem a Katonai Érdemkeresztet békeidőben. 1884-től a bécsi 38. gyalogezred 6. századának parancsnoka, 1886. november 1-jétől a Lembergben állomásozó XI. hadtest vezérkarának tagja. 1888. május 1-jei hatállyal a krakkói 56. gyalogezred 14. századának századosa. A szolgálati helyein nyújtott kiváló teljesítménye nyomán 1890. május 1-jén rendkívüli őrnagyi előléptetést kapott és a 26. gyalogezred 2. zászlóaljának parancsnoka lett, 1892. február 28-ától ugyanezen ezred 4. zászlóaljának vezetője. Ezt követte 1894. május 1-jei „normál” előléptetése alezredessé a 72. gyalogezredbe, majd 1896. november 1-jén ismét rendkívüli ezredesi előléptetés az 52. gyalogezredbe. 1898 márciusában kinevezték a bécsi 23. gyalogezred parancsnokává. Vezetése alatt az ezred a bécsi helyőrségei közül a legjobb minősítést kapta, gyakran kapott megbízásokat magától a császártól. 1900 áprilisában kitüntették a szerb Takovo Érdemrend 2. fokozatával. 1900 körül Kövess Hermann ezredes a bécsi helyőrség jól ismert személyiségévé vált. Különleges egyéniség volt: az egész k.u.k. hadsereg legfiatalabb ezredese, aki ráadásul protestáns vallású. Figyelemre méltó, hogy ilyen magasra vihette egy alapvetően katolikus társadalmi hierarchiában (később ő lett az Osztrák–Magyar Monarchia egyetlen protestáns vallású tábornagya). Személyének további érdekessége volt, hogy pikkelysömör (pszoriázis) miatt felmentést kapott a kötelező bajuszviselés alól, emiatt koránál sokkal fiatalabbnak látszott.
1902 áprilisában kitüntették a 3. osztályú Vaskorona-renddel, ugyanezen év november 1-jén vezérőrnaggyá léptették elő. 1902 októberétől 1906 novemberéig a 15. gyalogsági dandár és a 14. számú hadtest-tisztiiskola parancsnoka volt. 1903 áprilisában megkapta a 2. osztályú Berthold érdemrendet, 1904 januárjában 1. osztályú Zähringeni Oroszlán érdemrendet, mindkettőt a Badeni Nagyhercegségtől. 1906 novemberétől 1910 áprilisáig az innsbrucki 8. gyalogsági hadosztály parancsnoka volt. 1907. május 1-jén altábornaggyá léptették elő, és 1908. augusztus 12-én a Lipót-rend lovagkeresztjével tüntették ki. 1910–1911 között ő volt a tiroli erődítési munkálatok és erődítmények főfelügyelője. Jenő főherceg (1863–1954), a XIV. hadtest parancsnoka (később, a világháborúban az egész délnyugati front parancsnoka) kiváló jellemzést adott róla.

### Házassága, gyermekei
Kövess százados 1892 őszén a felső-ausztriai Gmundenben feleségül vette Eugenie Hye von Glunek bárókisasszonyt (1861–1941), Anton Hye von Glunek báró második házasságából származó legkisebb leányát. Az apa jónevű ügyvéd és a Monarchia igazságügyminisztere volt. A házaspárnak három fia született: Béla (Adalbert, 1893–1914), Géza (1896–1977) és Jenő (Eugen, 1898–1929). Adalbert, a legidősebb fiú 1914-ben elesett az első világháborúban, a császárvadászok (Kaiserjäger) hadnagyaként. Franz Conrad von Hötzendorf tábornagyhoz, Hazai Samu vezérezredeshez és Karl von Pflanzer-Baltin vezérezredeshez hasonlóan, Kövess Hermann tábornagy is az első galíciai hadjáratokban veszítette el egyik fiát. Két kisebbik fia tüzértisztként szolgálta le a világháborút. Báró Kövess Géza később hadtörténész lett, 1950-ben megbízott igazgatóként ő volt a bécsi Hadtörténeti Múzeum (Heeresgeschichtliches Museum) vezetője. Jenő a család dohánynagytőzsdéjét vezette, fiatalon, 31 éves korában egy kokain-szeánsz után halt meg.

### Szolgálati ideje Erdélyben 1914-ig
1911 júniusában a nagyszebeni XII. hadtest parancsnokává nevezték ki, e minőségében Erdély katonai parancsnoka lett. Hamarosan, 1911 augusztusában titkos tanácsossá nevezték ki, és 1911. november 1-jén gyalogsági tábornokká (General der Infanterie) léptették elő. 1912 augusztusában, röviddel azután, hogy a 95. gyalogezred tulajdonosának (azaz tiszteletbeli ezredesének) jelölték, ártatlanul belekeveredett egy nagyszebeni vallásügyi vitába, amelynek során mintegy 400 katolikus szász polgár tért át protestáns hitre, mert konfliktusuk támadt Egon Hohenlohe herceggel, a város főplébánosával (Stadtpfarrer). A bécsi udvar katolikus köreiben hatalmas botrány kerekedett. Hohenlohe herceg jelentést írt a trónörökösnek, Ferenc Ferdinánd főhercegnek, amelyben azt közölte, hogy Kövess tábornok tétlenül szemlélte az eseményeket, és azzal, hogy nem vette tudomásul a problémát, alapjában támogatta az El Rómától Mozgalmat („Los von Rom”). A féltékeny bajtársaknak kapóra jött, hogy intrikákat szőhetnek Kövess ellen, és megpróbálták idő előtt nyugállományba küldetni. Kövess szerencséjére azonban a császár kedvezően emlékezett bécsi szolgálati évekre, így a tábornok a helyén maradhatott, bár az 1. osztályú Vaskorona-rendet csak 1914. március 7-én kapta meg, egy év késéssel.

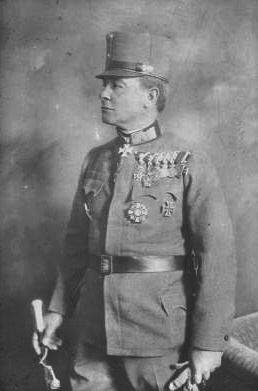
Kövess Hermann
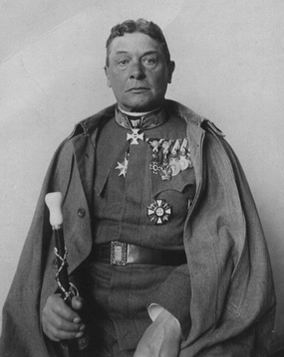
Kövess Hermann
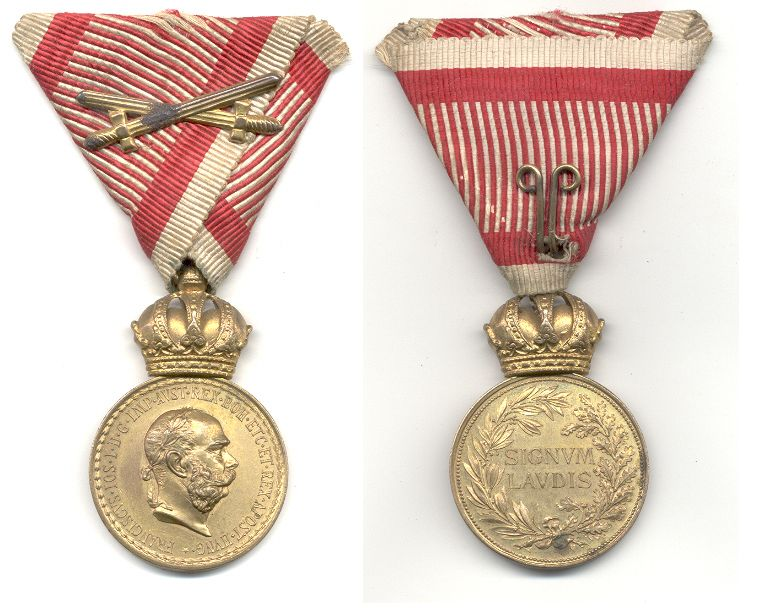
A Signum Laudis katonai érdemérem
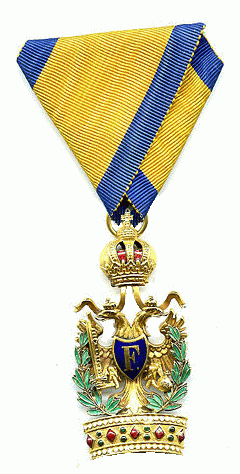
Az osztrák Vaskorona-rend

### Az első világháborúban

#### A keleti fronton
1914 júliusában, a világháború kitörésekor az 57 éves Kövess gyalogsági tábornok, a XII. hadtest parancsnoka már a nyugállományba vonulás előtt állt, rangidősként az összes hadtestparancsnok között. Mégis meghagyták a XII. hadtest parancsnokának, miközben nála rangban fiatalabb főtisztek egész hadseregek parancsnokságát kapták meg (így például Eduard von Böhm-Ermolli báró gyalogsági tábornokot a 2. hadsereg, Viktor Dankl von Kraśnik gróf gyalogsági tábornokot az 1. hadsereg élére nevezték ki).
1914 augusztusában Kövess XII. hadtestét, amely a 2. hadsereg alárendeltségébe tartozott, a keleti frontra vezényelték, az oroszok ellen. Sokáig ez a hadtest volt a 2. hadsereg egyetlen egysége a keleti fronton, a többi hadtest még felvonulóban volt a Délvidék felől. A galíciai fronton Kövess hadteste egyedül szállt szembe Ruzszkij (1855–1919) tábornok 3. orosz hadseregével. A XII. hadtestet e harcokban súlyos veszteségek érték, hol Brudermann altábornagy 3.hadseregének, hol Böhm-Ermolli tábornok 2. hadseregének parancsnoksága alatt. A hatalmas veszteségek egyik legfőbb oka a felsőbb katonai vezetés baklövései voltak, a 3. hadsereg a túlerővel szemben harc nélkül adta fel Lemberget (ma Lviv, Ukrajna), majd mikor a visszavonuló sereg ellátmányát szállító trének elakadtak, Brudermann tábornok parancsot adott azok felgyújtásara, hogy ne kerüljenek ellenséges kézre. Kövess ezt keserűen így kommentálta: „Mindenekelőtt férfiakra van szükség. Az egyenruhába bújtatott öregasszonyok és idegbetegek fognak minket elpusztítani”. Korábbi kitüntetései mellé 1914. október 5-én Kövess megkapta a Vaskorona-érdemrend I. osztályához a hadidíszítményt is.
1915 elején a XII. hadtestet feltöltötték és megerősítették, így létrejött a Kövess-hadseregcsoport (Armeegruppe Kövess), amelyet Woyrsch porosz vezérezredes parancsnoksága alá rendeltek. Az 1915. május 2-ai gorlicei áttörés során a Kövess-hadseregcsoport előrenyomult a Visztula folyóig, és augusztusban rohammal bevette az ivangorodi orosz erődítményt.

#### Szerbia és Montenegró legyőzése

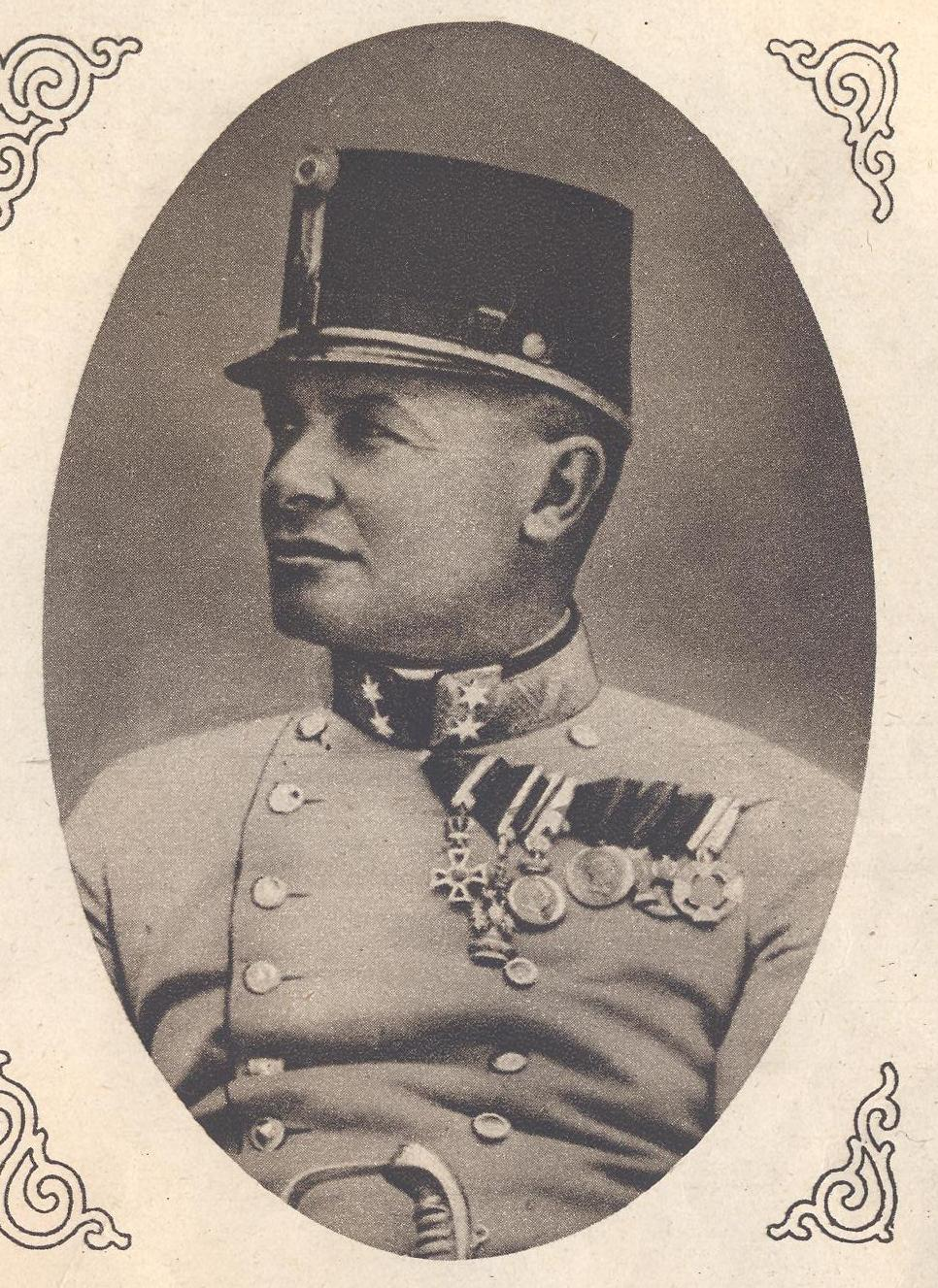
Hermann Kövess von Kövessháza, 1915

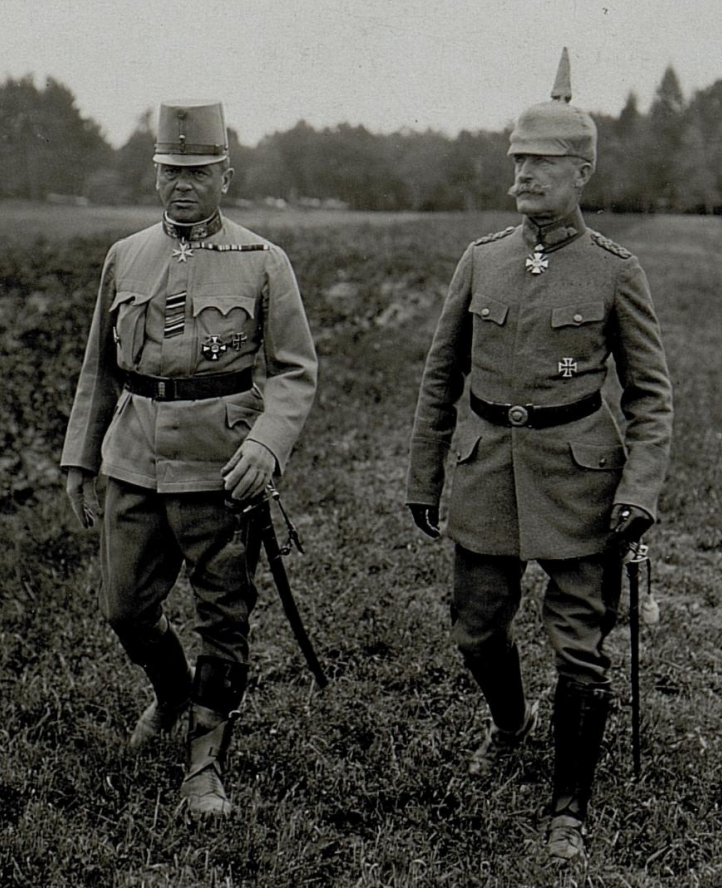
Kövess és Georg Fuchs német tábornok 1916. szeptember 15-én

1915 szeptemberében Kövess átadta a XII. hadtest parancsnokságát Henriquez altábornagynak, és átvette az újjászervezett 3. hadsereg parancsnokságát Tersztyánszky lovassági tábornoktól (1854–1921). Az August von Mackensen tábornagy által vezetett hadseregcsoport (melyhez német, osztrák–magyar és bolgár csapatok tartoztak) más osztrák–magyar és bolgár egységekkel közösen Szerbia elfoglalására indított hadjáratot. 1915. október 9-én a Kövess által vezetett 3. hadsereg elfoglalta Belgrádot. November végére a központi hatalmak hadseregei egész Szerbiát megszállták. Kövess tábornok az 1915. évi sikeres hadvezéri szerepléséért számos magas elismerésben részesült: májusában megkapta a Vörös Kereszt Érdemcsillagát a hadiékítményekkel, augusztus 3-án a Lipót-rend nagykeresztjét a hadiékítményekkel, és november 28-án az 1. osztályú Katonai Érdemkeresztet a hadiékítményekkel. A utóbbi két érdemrendhez később, bevezetésük után, megkapta a kardokat is. A németek 1915 márciusában a 2. osztályú Vaskereszttel, majd júliusban az 1. osztályú Vaskereszttel, végül november 29-én a Pour le Mérite érdemrenddel tüntették ki.
Ezután Kövesst Szarajevóba vezényelték és kijelölték a montenegrói Lovćen hegység elleni támadás parancsnokául. Kövess háromszoros erőfölénnyel rendelkezett, ám százhetvenezer fős seregének meg kellett birkóznia a nehéz hegyi tereppel, valamint a zord téli időjárással is. Ennek ellenére 1916. január 11-én a nehéztüzérség és a flotta egységeinek támogatásával a cs. kir. 47. gyaloghadosztály katonái rohammal elfoglalták a Lovćent, elűzve onnan a teljes montenegrói védősereget, majd ezt követően az osztrák–magyar erők rövid időn belül elfoglalták Montenegró túlnyomó részét, január 13-án bevonultak a fővárosba, Cetinjébe. Miklós (Nikola) király fegyverszünetet kért, azonban Conrad táviratban utasította Kövesst a harcok folytatására, így az előrenyomulás folytatódott az albán határok felé (Montenegró feltétel nélküli kapitulációjára január 23-án került sor). A sikeres akcióért Kövess tábornokot 1916. január 12-én megkapta az ezüst Signum Laudist a háborús szalaggal. A következő hetekben a 3. hadsereg egységei megszállták Montenegrót és Albániát, elfoglalták Szkutarit (Shkodra), és február végére Durazzót (Durrës) is. 1916. február 26-án Kövess gyalogsági tábornokot vezérezredessé (Generaloberst) léptették elő, ezzel rangban „lekörözte” kortársait, akik korábban megelőzték őt.
A montenegrói hadsereg fegyverletételét követően 1916. január 16-án kinevezték az állam katonai kormányzójának, tisztségében 1916. február 26-án Viktor Weber von Webenau altábornagy váltotta fel. (Kövesst 1918 októberében még egyszer kinevezték Montenegró kormányzójának, de akkor ez már csak puszta cím volt, valós hatalom nélkül.)

#### Offenzíva Dél-Tirolban
1916. március 17-én Kövess vezérezredes győzelmes 3. hadseregét Cattaróból a délnyugati hadszíntérre szállították át. Franz Conrad von Hötzendorf vezérkari főnök és Jenő főherceg Dél-Tirol-ból, a Dolomitokon át terveztek offenzívát az olaszok ellen. Kövess és törzse előbb Klagenfurtba, majd Bozenbe, végül Trientbe települt. Jenő főherceg új hadseregcsoportját Kövess 3. hadseregéből és Dankl vezérezredes 11. hadseregéből szervezték meg. Kövess hadserege a támadás balszárnyát képezte, célja a Sugana-völgyön át Borgo város, majd az Astico-völgy és a stratégiai fontosságú Asiago és Arsiero városok elfoglalása volt. A nehéz terep és a mostoha időjárás akadályozta az előkészületeket. A magasan fekvő hágók hó alatt voltak, az utakat lavinaveszély fenyegette. A kedvezőtlen időjárás miatt Conrad a tervezettnél két héttel korábban, 1916. május 14-én indította meg a támadást, amely sikeresen indult, különösen Kövess frontszakaszán, ahol sikerült elfoglalniuk a Brenta folyót uraló Armentara hegygerincet, majd Asiago városát. De a támadást le kellett állítani, a keleti fronton bekövetkezett orosz támadás (a Bruszilov-offenzíva) és az Erdély elleni román támadás miatt.

#### A Bruszilov-offenzíva feltartóztatása
Az 1916 júniusában indított Bruszilov-offenzíva feltartóztatására Kövess vezérezredest hadseregével együtt sietve a keleti frontra, a galíciai Stanislauba  (ma Ivano-Frankivszk, Ukrajna) rendelték. A meggyengült 3. hadsereg több vereséget szenvedett, ezért visszarendelték.
1916. október 15-én Máramarosszigetben Károly főherceg kifejezett kívánságára Kövess átvette a Károly Hadseregcsoport alárendeltségébe helyezett 7. hadsereg parancsnokságát Kirchbach lovassági tábornoktól, aki szeptember 8. óta ezt a hadsereget irányította, a német hadvezetés követelésére lemondott Karl von Pflanzer-Baltin vezérezredes helyett. Kirchbach a 3. hadsereg parancsnokságát vette át Kövesstől. A 7. hadsereg Kövess irányításával kemény védelmi harcokban megakadályozta, hogy az oroszok elérjék a magyar határt. A Bruszilov-offenzíva során elveszett területeket október közepére sikerült visszafoglalni. Kövesst 1916. december 10-én kitüntették a Nagy Katonai Érdeméremmel (a Nagy Signum Laudis-szal).
Az 1916. év során emellett a Monarchia több szövetségesétől is kitüntetéseket kapott helytállásáért. Megkapta a Bajor Katonai Érdemrend kardokkal díszített nagykeresztjét (1916. január 24-én), a württembergi Koronarend Nagykeresztjét (1916. április 30-án), az Oszmán Imtiaz Érdemrend ezüst és arany fokozatát (1916 áprilisában és májusában), a Német Lovagrend Mária-keresztjét (Marianerkreuz des Deutschen Ritterordens, 1916. szeptember 19-én), a bolgár Szent Sándor-rendet, a kardokkal (1916. szeptember 16-án), végül az Oszmán Nagy Arany Liakat-Rendet (1916. szeptember 30-án) és a Török Háborús Emlékérmet (az ún. Vas Félhold).

#### Bukovina visszafoglalása
Az orosz polgári forradalom után, 1917 tavaszán és kora nyarán Kövess vezérezredes előkészítette Bukovina visszafoglalásának hadműveletét. Meglévő kitüntetéseihez megkapta a közben bevezetett kardokat is. Az 1917. július 1-jén megindított (második Bruszilov-offenzívának is nevezett) Kerenszkij-offenzíva során Kövess 7. hadserege Kornyilov tábornok (1870–1918) 8. orosz hadseregével szemben megtartotta a Kárpátok hágóit, majd ellentámadásba ment át.

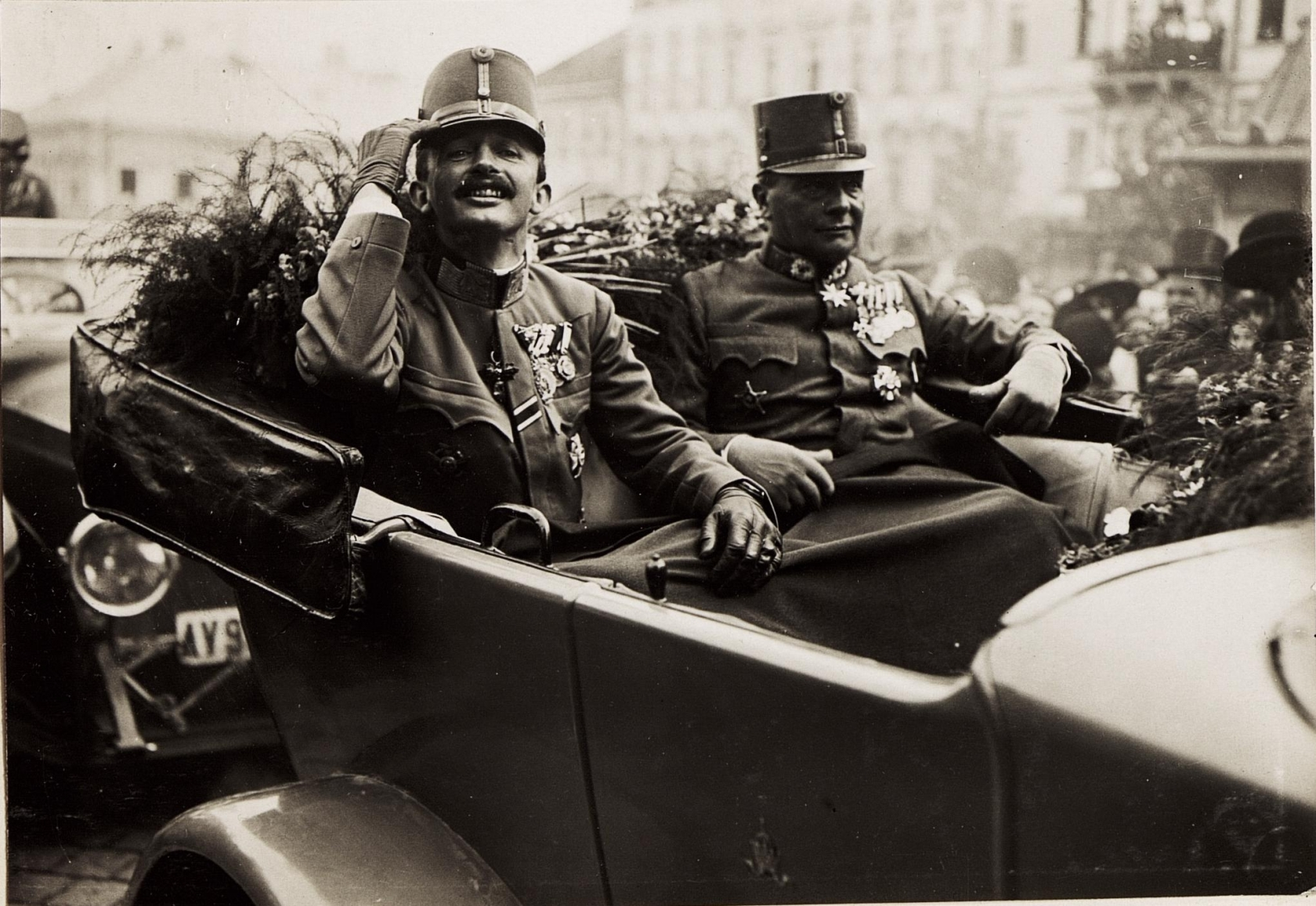
IV. Károly magyar király és Kövess Hermann Czernowitzban, 1917. augusztus 6-án

1917. augusztus elejére visszafoglalta Bukovina tartomány nagy részét, vele a fővárost, Czernowitzot (ma Csernyivci, Ukrajna) is. 1917. augusztus 6-án II. Vilmos német császár látogatást tett a felszabadított Czernowitzban, és átadta neki saját kezűleg írott előterjesztését, amelyben Kövesst augusztus 5-ei dátummal tábornagyi (Feldmarschall) előléptetésre javasolta. A Katonai Mária Terézia-rend (MMThO) következő kamarai ülésén Kövessnek a rend parancsnoki fokozatát adományozták az alábbi indoklással: „1915. augusztus havában mint a XII. hadtest parancsnoka Ivangorod várának elfoglalásáért, továbbá mint hadseregparancsnok 1915. októbertől 1916. februárig Szerbia és Montenegró meghódításánál és Észak-Albánia megszállásánál tanúsított győzelmes vezetéséért”. 1917. augusztus 17-én a király magyar bárói rangra emelte.
1918. január 16-án Kolozsváron átvette a moldvai frontot biztosító, úgynevezett Kövess-haderőcsoportosítás (Heeresfront Kövess) parancsnokságát, amelynek arcvonala Dobrudzsától Galíciáig húzódott. A breszt-litovszki és bukaresti békeszerződések megkötése nyomán Szovjet-Oroszország és Románia kiváltak a háborúból, ezt a nagy haderő-csoportosítást 1918. április 5-én feloszlatták. Kövess Bécsbe utazott, ahol 1918. március 26-án megkapta a Szent István-rend nagykeresztjét. Szolgálaton kívül helyezték, feleségével Altausseebe utazott pihenni. 1918. május 30-án korábbi porosz Pour le Mérite kitüntetéséhez megkapta a tölgyfaleveleket, szeptember 4-én kitüntették a Máltai Lovagrend érdemrendjének nagykeresztjével.

#### A Nyugat-Balkánon
Miután az antant elözönlötte Szerbiát és szeptember 28-án Bulgária kilépett a háborúból, 1918. október 1-jén Kövess tábornagyot visszarendelték aktív szolgálatba, és kinevezték a megalakuló balkáni hadseregcsoport (Heeresgruppe am Balkan) parancsnokává. Feladata a Monarchia határának védelmezése volt az Adria és a Duna közötti vonalon, frontvonalat kiépítve Szkutaritól (ma Shkodra, Albánia) Mitrovicán és Nišen keresztül Vidinig. Amikor azonban Kövess október 4-én megérkezett belgrádi főhadiszállására, az ottani antanterők már 28 hadosztályt tettek ki, melyekhez még két olasz hadosztály is csatlakozott Albániában. A Kövess hadseregcsoportjához átvezényelt alakulatok döntő többsége még úton volt, mire október közepén az antant csapatok elérték Niš városát, Kövess pedig parancsot adott a csapatainak, hogy vonuljanak vissza a Duna–Száva–Drina folyók mögé. Itt akart berendezkedni a védelemre, azonban nem rendelkezett a feladat teljesítéséhez elegendő katonai erővel. A visszavonuló, továbbá az Arz vezérkari főnök által Tirolból és Ukrajnából átvezényelt osztrák–magyar alakulatok (három útba indított német hadosztállyal kiegészülve) együttesen 12 gyaloghadosztályt és három lovashadosztályt tettek ki, de ezek létszáma sem volt teljes, felszerelésük és ellátásuk rossz volt, továbbá szervezettségük is bomlófélben volt. Ezen okoknál fogva egyértelművé vált, hogy a jól felszerelt és túlerőben lévő balkáni antant erőkkel szemben nem lehetséges egy új balkáni frontvonal kialakítása, és a Monarchia belső bomlása miatt október végére Kövess ott-tartózkodása értelmetlenné vált. Helyére hamarosan Habsburg József főherceg került, míg Kövesst a tiroli hadseregcsoport parancsnokává nevezték ki. Az új pozíciójának átvétele miatt Belgrádból visszatért Újvidékre, ahonnan gőzhajón Budapestre, majd Bécsbe utazott.

#### A Monarchia haderejének utolsó főparancsnoka
Útközben táviratot kapott Károly királytól, melyben az uralkodó tájékoztatta Kövesst, hogy lemondása előtt kiadott egyik utolsó rendeletével 1918. november 2-ától Kövess tábornagyot nevezte ki maga helyett az osztrák–magyar fegyveres erők legfelsőbb főparancsnokává. Ugyanezen a napon Károly fegyverszünetet kért az antant hatalmaktól, elismerte az október 31-én kikiáltott Magyar Köztársaság függetlenségét, elfogadta az utódállamok nemzeti hadseregeinek megalakulását. Kövess különleges helyzetbe került, maga is magyar állampolgár lévén, mégis elfogadta a megtisztelő kinevezést, tudva tudván, hogy katonai pályájának e rövid felvillanása a Monarchia végórájában következett el.
Hivatalának elfoglalását nagyban megnehezítette, hogy át kellett utaznia a kaotikus hátországon. November 7-én indult el Apatinból, és csak két nappal később érte el Bécset, onnan 1918. november 11-én érkezett Badenbe, ahol a haderő főparancsnokságának (Armeeoberkommando, röviden AOK) volt a székhelye. Ekkora már ezen tisztség inkább névlegesnek volt tekinthető, az AOK befejezte aktív működését, ennek ellenére Kövess december 20-áig maradt e tisztségében, igyekezett fékezni a hadsereg bomlását, szervezni a katonák hazaszállítását. Folyamatos konfliktusban állt az új köztársasági hatalom képviselőivel.
Felháborította a hír, hogy november 3-án az olasz hadsereg megsértette a padovai fegyverszüneti egyezményt, arra hivatkozva, hogy a szerződés általuk fordított szövege szerint a fegyvernyugvás csak egy nappal később lép életbe. A gúlába rakott fegyverrel várakozó osztrák–magyar katonák már úgy hitték, vége a háborúnak, így érte őket az olasz támadás, amely alig ütközött ellenállásba. A támadók nagy emberveszteséget okoztak és sok foglyot ejtettek. A rosszindulatú eljárást Kövess az olaszok másik „félrefordításához” hasonlította, amikor 1896-ban színlelt fegyverszünetet kötöttek Etiópiával, majd hasonló ürüggyel megtámadták az országot (bár akkor súlyos vereséget szenvedtek az etióp csapatoktól Aduánál). Kövess nyíltan hangoztatta, hogy az olaszok mindig hamisan, saját előnyükre interpretálják a velük kötött szerződések szövegét.

### Visszavonulása, utolsó évei
1918 végén Kövess visszavonult az aktív szolgálattól. Polgárként élt budapesti és bécsi lakásaiban. 1919 kora tavaszán magyar katonatisztek csoportja felkérte, vállalja el a „vörös republikánusok” (azaz a Károlyi-kormány) ellen készülő „fehér” katonai szervezkedés parancsnokságát. Kövess visszautasította a felkérést. Indoklásul azt hozta fel, hogy nem akar politikai ügyekbe keveredni, és nem is tud jól magyarul (!). Itt kell megjegyezni, hogy az erdélyi szász családból származó, német anyanyelvű Kövess tábornok szolgálati lapján magyar nyelvtudását „a szolgálat ellátásához elégséges mértékűnek” („zum Dienstgebrauch genügend”-nek) minősítették. Fia visszaemlékezése szerint „1918 és 1924 között is maradt, aki mindig is volt, császárhű, svarcgelb k. u. k. tiszt, egyszerre osztrák és magyar, aki az egész 1918-ban elsüllyedt és felosztott Habsburg Birodalmat hazájának tekintette.” A következő években részt vett a Mária Terézia Katonai Érdemrend (MMThO) Kamarai Bizottságának munkájában, ennek vezetője is lett. Gyakori vendég volt az osztrák és magyar veteránok találkozóin. Báró Kövess Hermann tábornagy, császári és királyi tanácsos 1924. szeptember 22-én, 70 éves korában Bécsben halt meg, agyvérzés miatt. Testét ünnepélyes búcsúztató ceremónia után Budapestre szállították, ahol állami és katonai tiszteletadás mellett temették el, a Kerepesi temetőben (sírjának helye: 26/1. parcella, 26/1-1-29. sz. hely). Sírhelyét a Nemzeti Örökség Intézete 2001-ben védett nemzeti sírhellyé nyilvánította.

## Kitüntetései

### Hazai kitüntetései
| - Hadiérem (1882) - Bronz Katonai Érdemérem (1890. július 26.) - Katonai Tiszti Szolgálati Jel III. osztálya (1897. szeptember 1.) - Jubileumi Emlékérem a fegyveres erő számára 1898 (1898. december 2.) - Osztrák Császári Vaskorona-rend III. osztálya (1902. április 16.) - Osztrák Császári Lipót-rend lovagkeresztje (1908. augusztus 12.) - Katonai Jubileumi Kereszt 1908 (1908. december 2.) - Fejérváry jubileumi bronzérem (1911. augusztus 9.) - Katonai Tiszti Szolgálati Jel II. osztálya (1912. augusztus 31.) - Osztrák Császári Vaskorona-rend I. osztálya (1914. március 1.) - Osztrák Császári Vaskorona-rend I. osztályához hadidíszítmény (1914. október 5.) - Vöröskereszt Érdemcsillaga hadidíszítménnyel (1915. május 1.) | - Osztrák Császári Lipót-rend nagykeresztje hadidíszítménnyel (1915. augusztus 3.) - Katonai Érdemkereszt I. osztálya hadidíszítménnyel (1915. november 28.) - Ezüst Katonai Érdemérem (1916. január 12.) - Nagy Katonai Érdemérem kardokkal (1916. december 10.) - Osztrák Császári Vaskorona-rendhez (hadidíszítménnyel) kardok (1917. július 4.) - Ezüst Katonai Érdemérem hadidíszítménnyel és kardokkal (1917. augusztus 5.) - Katonai Mária Terézia-rend középkeresztje (1917. augusztus 14.) - Magyar Királyi Szent István-rend nagykeresztje (1918. március 26.) - Bronz Katonai Érdeméremhez hadidíszítmény és kardok - Osztrák Császári Lipót-rend nagykeresztjéhez (hadidíszítménnyel) kardok - Katonai Érdemkereszt I. osztályához (hadidíszítménnyel) kardok - Nagy Katonai Érdeméremhez (kardokkal) hadidíszítmény |

### Külföldi kitüntetései
| - Olasz Korona-rend lovagkeresztje (1882. június 30.) - Szerb Takovo-rend II. osztálya (1900. április 13.) - Badeni I. Berthold-rend parancsnoki keresztje (1904. április 8.) - Bádeni Zähringi Oroszlán-rend parancsnoki keresztje (1904. január 12.) - Német Vaskereszt II. osztálya (1915. március 9.) - Német Vaskereszt I. osztálya (1915. július 3.) - Porosz Pour le Mérite-rend (1915. december 4.) - Bajor Katonai Érdemrend nagykeresztje kardokkal (1916. január 24.) | - Württembergi Korona-rend nagykeresztje (1916. április 30.) - Török Arany-és Ezüst Imtiaz Érem (1916. április 30.) - Német Lovagrend Mária Keresztje (1916. június 19.) - Bolgár Szent Sándor-rend nagytiszti keresztje kardokkal (1916. szeptember 16.) - Török Liakat-érem I. osztálya (1916. szeptember 30.) - Török Háborús Emlékérem (1916. szeptember 30.) - Porosz Pour le Mérite rendhez tölgyfalombok (1918. május 30.) - Szuverén Máltai Lovagrend érdemkeresztje (1918. szeptember 4.) |

### Egyéb kitüntetései, elismerései
- osztrák nemesség és előnév (1873. november 25.)
- császári és királyi titkos tanácsos (1911. augusztus 11.)
- a császári és királyi 95. gyalogezred tulajdonosa (1912. augusztus 14.)
- Nagyszeben díszpolgára (1915. szeptember 23.)
- magyar bárói rang (1917. augusztus 17.)
- Máramarossziget díszpolgára (1917. október 18.)
- a Katonai Mária Terézia-rend káptalanjának tagja (1917. november 7.)
- marsallbot (1918. március 14.)
- a magyar főrendi ház (élethossziglani) tagja (1918. április 25.)[31]
- Temesvár díszpolgára (1918)
- a Katonai Mária Terézia-rend káptalanjának elnöke (1919-24)
- az „Alt-Neustadt” Egylet díszvendége (1919)[3]

## Kapcsolódó információk
- Oskar von Hofmann – Gustav von Hubka.szerk.: Dr. Carl Freiherr von Bardolff: Der Militär-Maria Theresien-Orden. Die Auszeichnungen im Weltkrieg 1914–1918. (A Katonai Mária Terézia-rend. Kitüntetések a világháború alatt) (német nyelven). Wien: Verlag Militärwissenschaftliche Mitteilungen (1943/1944)
- Jörg C. Steiner. Schematismus der Generäle und Obersten der k.u.k. Armee, Stand 31.12.1918 (A császári és királyi hadsereg tábornokainak és ezredeseinek névjegyzéke, 1918. dec. 12-ei állapot (német nyelven). Wien: Edition S & M (1992). ISBN 3-901215-01-8
- Герман Кёвесс фон Кёвессгаза, hrono.ru
- Julier Ferenc: 1914–1918: A világháború magyar szemmel, Budapest, Magyar Szemle Társaság, 1933.
- Galántai József: Magyarország az első világháborúban, Korona, Budapest, 2001
- Balla Tibor: Szarajevó, Doberdó, Trianon, Scolar, Budapest, 2003, ISBN 9789639193895
- Залесский К.А. : Кто был кто во первой мировой войне. Союзники Германии. (Zalesszkij K.A.: Ki kicsoda az első világháborúban. Németország szövetségesei), Moszkva, 2003